# Lac Menzaleh
Le lac Menzaleh est une lagune salée de plus de 180 000 hectares de superficie et d'à peine un mètre de profondeur, isolée de la mer par un petit cordon littoral. 

## Localisation
Il est parsemé d'îles sableuses, débris de cordons littoraux plus anciens et reçoit les eaux des branches orientales du Nil :
- la mendésienne ;
- la tanitique ou saïtique, à l'extrémité Est du lac Menzaleh, nommée aujourd'hui Oum-Fareg ; la branche du Nil qui conduisait ses eaux à la mer correspond au canal de Moez (ou Moueys) qui se perd aujourd'hui dans le lac ;
- la pélusiaque, embouchure la plus orientale du lac Menzaleh, où se retrouvent encore les ruines de Péluse.

La partie orientale du delta du Nil et le lac Menzaleh avant la construction du canal de Suez.

Ces branches avaient sur leurs rives — ou dans leur voisinage — des villes importantes, comme Tennys, Tounah, Samnah ; la plupart sont maintenant au milieu des eaux.
La branche mendésienne du Nil jouissait d’un accès fluvial à la Méditerranée ; le nome mendésien et sa capitale Mendès s’imposèrent dès l’époque pharaonique comme d’importants centres commerciaux. Le nome mendésien était également situé dans un secteur du delta bien pourvu en milieux humides : lacs, marécages et lagunes d’eau douce, saumâtre ou salée, permanents, saisonniers ou occasionnels. Ainsi à l’époque pharaonique, le terrain s’étendant à l’est de Mendès en direction de Tanis dans le secteur du lac Menzaleh était une zone marécageuse. La présence de zones lacustres dans le nome mendésien est révélée par la documentation papyrologique d’époque romaine ; ce nome est l’un des rares du delta du Nil à être documenté par un important corpus papyrologique.
Le lac Menzaleh a toujours été, depuis la plus haute antiquité, un lieu où les Égyptiens se livraient à la chasse, à la pêche et à l'exploitation du papyrus qui y poussait abondamment. Durant l'inondation, les poissons de mer entraient dans le lac par les graus pour frayer en eau douce, tandis que les autres mois de l'année les eaux y étaient plus saumâtres.
C'est de Tanis, au sud du lac, que proviennent un grand nombre des statues et colonnes qui ornent les collections des grands musées y compris du musée égyptien du Caire, comme les fameux sphinx d'Amenemhat III de la XIIe dynastie ; c'est aussi sous les traits d'Amenemhat III, qu'ont été retrouvées des statues des génies de la pêche, chacun portant des plateaux d'offrande emplis de poissons.
La région du lac Menzaleh était aussi un lieu de filature et de tissage du lin et du coton ; dans l'île de Tinnis au cœur du lac, les ateliers ont produit jusqu'au XVe siècle les plus belles étoffes d'Égypte. La production manufacturière s'est maintenue dans la région de Damiette jusqu'au XVIIIe siècle.
Lors de son expédition, Bonaparte a donné l'ordre au général Andréossy d'explorer le lac Menzaleh :

« Le général Andréossy s'embarquera sur le lac de Menzaleh et le reconnaîtra jusque vers son extrémité qui, sur la carte d'Anville, est marquée comme les ruines de l'ancienne Péluse. Il fera souvent jeter la sonde, surtout aux environs de son embouchure dans la mer. (...) Combien y a-t-il de canaux qui, du Nil, communiquent au lac Menzaleh ? Sont-ils navigables toute l’année ? De quels points du Nil partent-ils ? Enfin, à quel éloignement Peluse se trouve-t-elle de Sâlheyeh et de quel point le plus près sur la route de Sâlheyeh en Syrie ? »

— Correspondance de Napoléon Ier - Tome IV

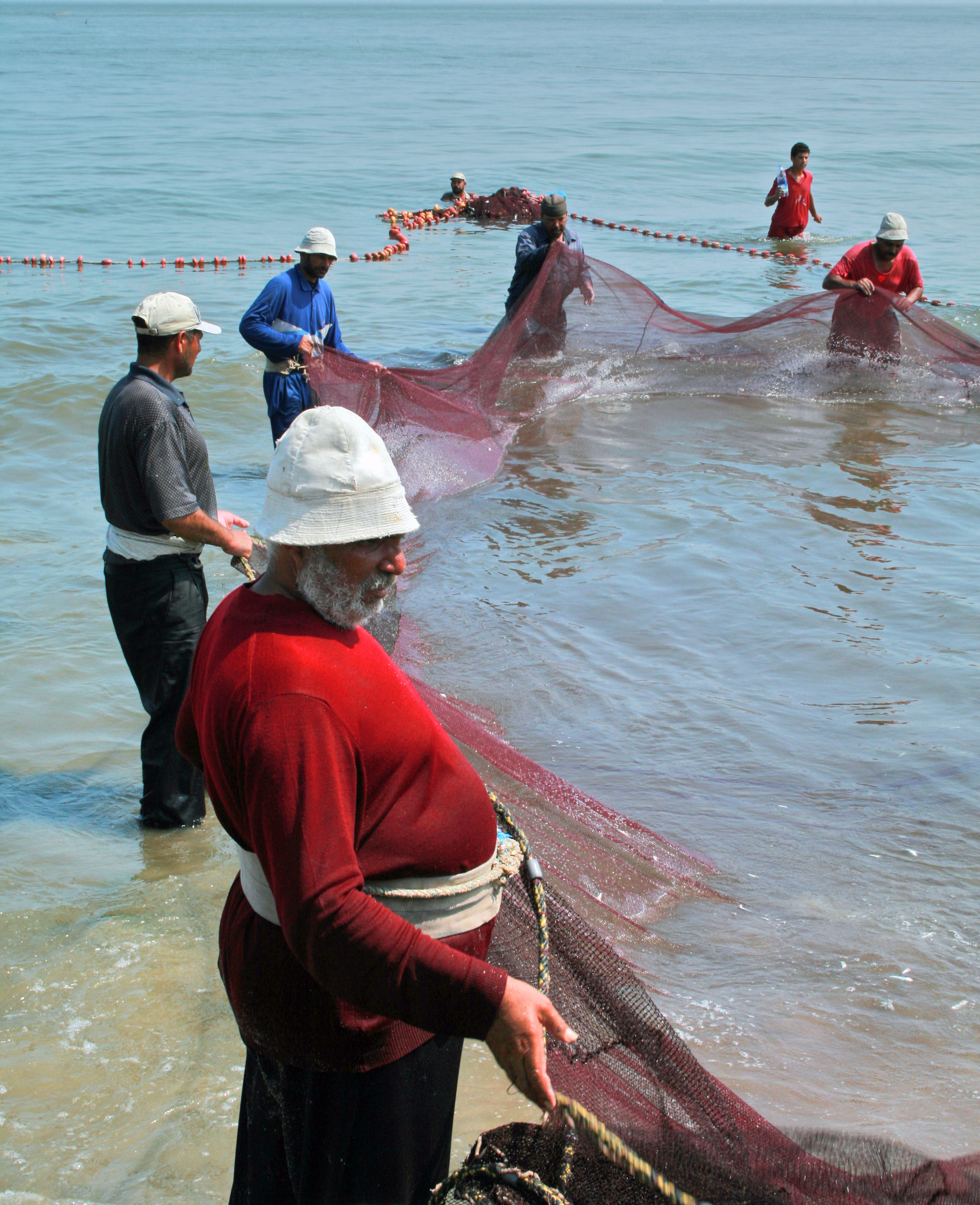
Pêcheurs sur le lac Menzaleh.

Même encore à notre époque, autour du lac Menzaleh, vivent des communautés de pêcheurs privés d'infrastructures. Pour atteindre Safiya, une île au milieu du lac, deux heures de voyage en barque sont nécessaires.
Le canal de Suez traverse sur environ quarante kilomètres, entre deux rives artificielles, la région partiellement asséchée du lac Menzaleh.

## Grandes villes sur le lac Menzalah
- Mataria
- Port-Saïd
- Damiette